# Jogcím
A jogcím (latinul justus titulus vagy titulus), olyan jogi rendelkezés vagy jogintézmény, amely egy bizonyos magatartást lehetővé tesz vagy azt előírja. 

## Fontosabb jogcímek
Különösen fontosak azok a jogcímek, amely egy bizonyos jog megszerzését lehetővé teszik. A tulajdonjog megszerzésére alkalmas jogcím például az ajándékozás, vagy a vétel, azonban a bérlet vagy haszonbérlet nem alkalmas jogcímek.  Ugyanakkor a tulajdonjog megszerzésére alkalmas cím a kölcsön, mert a kölcsönvevőt a kölcsönvett érték tulajdonosává teszi. Jogcímre van szükség egy dolog törvényes használatához is. A jogcím nélküli lakáshasználó az, aki a lakást a bérbeadó hozzájárulása nélkül illetve a vele való megállapodás nélkül használja. 